# Tulare Lake

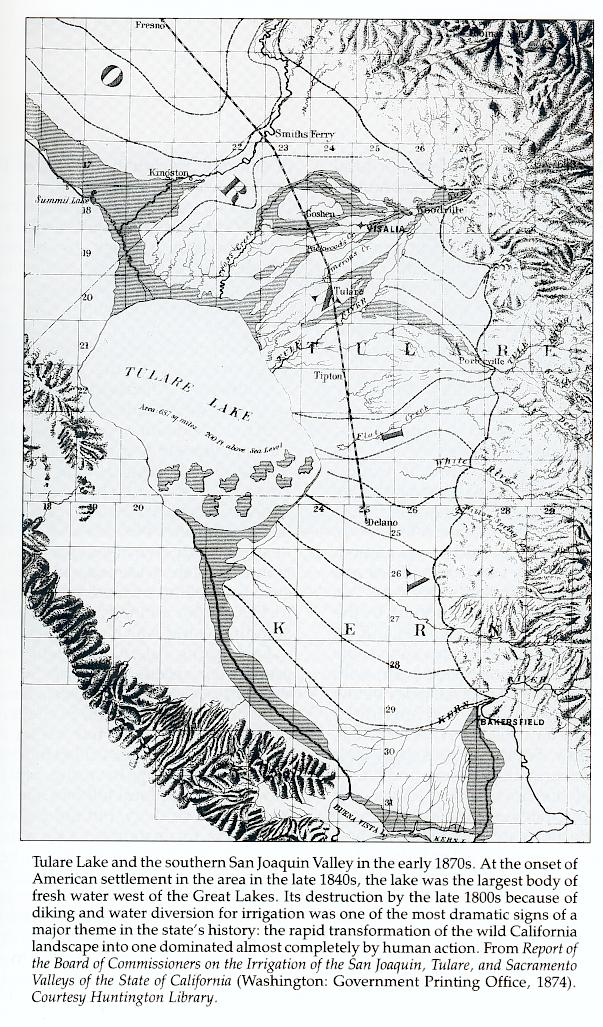
Een kaart uit 1874 van het bekken van Tulare Lake.

Tulare Lake was een groot zoetwatermeer in het zuiden van de San Joaquin Valley in de Amerikaanse staat Californië. Het meer lag op een hoogte van 56 meter boven zeeniveau. Het meer had doorgaans geen uitlaat, maar verloor water door evaporatie en ondergrondse stromen naar de San Joaquin in het noorden.

## Geschiedenis
Het meer lag in een gedeeltelijk endoreïsch bekken: als het water erg hoog stond, stroomde het bekken over in het stroomgebied van de San Joaquin-rivier. Dit gebeurde via de Fresno Slough, een aftakking van de Kings River, bij een waterstand van ongeveer 64 meter boven zeeniveau. Bij hoge waterstanden van de Kings River voert de Fresno Slough nog steeds water af naar de San Joaquin.
Qua oppervlakte was Tulare Lake tot halverwege de 19e eeuw het grootste meer in wat nu het westen van de VS is, al wisselde de grootte zeer sterk door variabele neerslag. In 1849 was Tulare Lake 1476 km² groot en in 1879 bereikte het zelfs een oppervlakte van 1780 km². Het meer werd voornamelijk gevoed door de Tule, Kaweah en de Kings River en door de Buena Vista Slough. Ten zuiden van Tulare Lake lag Buena Vista Lake op 88 meter boven zeeniveau, in hetzelfde laaggelegen bekken. Buena Vista Lake werd gevoed door de Kern en stroomde bij hogere waterstanden over naar het Tulare Lake in het noorden via de Buena Vista Slough en verschillende andere waterlopen. Buena Vista Slough startte net ten noorden van Buena Vista Lake (vijf kilometer ten zuidoosten van het huidige Tupman) en mondde zo'n twintig kilometer ten noorden van Lost Hills uit in Tulare Lake. Ook wanneer Buena Vista Lake minder groot was en minder hoog stond stroomde er water van de Kern River naar Tulare Lake via de Buena Vista Slough.
Vanaf de jaren 1850 kromp Tulare Lake echter stelselmatig. De rivieren die het meer voedden werden omgeleid voor irrigatie en leidingwater (met name de Kaweah, Kern, Kings, Tule en White River) en Tulare Lake werd stukje bij stukje drooggelegd voor landbouw. Rond de eeuwwisseling was Tulare Lake bijna volledig opgedroogd, op enkele stukken drasland na. Nu is het gebied een vlak bekken met erg vruchtbare grond. Alleen tijdens jaren met veel neerslag stroomt het gebied weer onder, zoals in 1942, 1969, 1983, 1997, 1998 en 2023. Omdat er al zo lang aan irrigatielandbouw wordt gedaan, krijgen de velden steeds meer met bodemverzouting te maken. 
Hoewel de rijke draslandnatuur haast volledig vernietigd is, zijn er in en rond het voormalige meer twee reservaten met relicten, Kern National Wildlife Refuge en Pixley National Wildlife Refuge.

## Naam
Tulare County, dat nu ten oosten van het meer ligt maar vroeger veel groter was, is naar het meer vernoemd. Het meer zelf dankt zijn naam aan de biezen van de soort Schoenoplectus acutus (in het Engels en Spaans tule genoemd naar het oud-Nahuatl voor riet of biezen) die langs de oevers groeiden. Tulare is Spaans voor veld 
met tule.